# Arnaud d’Aux
Arnaud d’Aux (ur. ok. 1260–1270 − zm. 14 sierpnia 1320 w Awinionie) – francuski duchowny, od listopada 1306 roku biskup Poitiers. Kamerling Świętego Kościoła Rzymskiego od 1311 do 23 lipca 1319. 23 grudnia 1312 został mianowany przez papieża Klemensa V kardynałem biskupem Albano. Brał udział w konklawe 1316.
Pojawia się na kartach powieści Prawo mężczyzn Maurice’a Druona.